# Canthidium melanocephalum
Canthidium melanocephalum är en skalbaggsart som beskrevs av Olivier 1789. Canthidium melanocephalum ingår i släktet Canthidium och familjen bladhorningar. Inga underarter finns listade.